# Maria Cattarina Calegari
Cornelia Calegari, Maria Cattarina o Maria Caterina Calegari com a noms eclesiàstics (Bèrgam, Itàlia, 1644 – 1662 o després de 1675) fou una compositora, cantant, organista i monja italiana. Va ser molt estimada a la seva ciutat natal pel seu talent com a cantant. La primera edició d'una de les seves obres data del 1659, quan ella tenia quinze anys, la del seu llibre de motets, Motetti à voce sola.

## Biografia
Cornelia va néixer a Bèrgam, filla de Bartolomeo Calegari e Claudia Furietti. El 19 d'abril de 1661 va fer els seus vots finals com a monja al convent benedictí de Santa Margherita de Milà, prenent el nom religiós de Maria Cattarina. La seva carrera va començar en una època daurada de dones músics i compositores als convents italians i va esdevenir en una de les més famoses, atraient multituds de prop i de lluny. Aquestes actuacions li van guanyar el títol La Divina Euterpe, en referència a la musa Euterpe. Calegari va escriure composicions musicals complexes, produint múltiples misses per a sis veus amb acompanyament instrumental, madrigals, canzonette, vespres i altres música sacra. A més, fou coneguda per transmetre una gran emoció en la seva obra en un moment en què la majoria de la música estava desproveïda d'aquesta expressió.
El 1663, l'arquebisbe Alfonso Litta i l'Església catòlica van silenciar aquesta època musical amb ordres de no produir ni interpretar música durant almenys tres anys, després que els escàndols i les preocupacions pel que fa a la música i la moral van sorgir a la regió. Es creu que aquestes ordres, en combinació amb un desacord amb el convent sobre la dot espiritual de Calegari, van ser els factors decisius implicats en la desaparició de totes les manifestacions físiques de la seva música, deixant només relats escrits de la seva existència. Segons una altra hipòtesi, sor Maria Catterina va morir molt jove, poc després de la seva entrada al convent, cap al 1662.

## Algunes obres conegudes

### Vocals
- Madrigali a due voci
- Madrigali e canzonette a voce sola

### Sagrades
- Messe a sei voci cpn instrumenti
- Motetti à voce sola
- Vespres